# Triószonáta
A triószonáta a barokk zene egyik legfontosabb kamarazenei műfaja, amelynek a virágzása a 17. és 18. század fordulójára tehető.
A triószonáta általában két melódiahordozó hangszerre (például hegedű, fuvola) és basso continuóra íródik. A műfajt annak ellenére triószonátának nevezzük, hogy általában négy előadó kell hozzá: a continuóban a basszushangszerhez (cselló, gamba, fagott stb.) rögtönzött akkordkíséret járul, melyet például csembalóval, orgonával vagy lanttal adnak elő.
- Telemann F-dúr triószonáta 2 furulyára I. tétel(a fájl midi fájlból készült)

Nem tudod lejátszani a fájlt?
Híresebb triószonáták szerzői: Arcangelo Corelli (op. 1-4), Antonio Vivaldi (op. 1), Georg Friedrich Händel (op. 2, 5) és Johann Sebastian Bach (BWV 1036-1039; Musikalisches Opfer)